# Liste des châteaux des Hautes-Alpes
Cet article recense de manière non exhaustive les châteaux (de défense ou d'agrément), maisons fortes, mottes castrales, situés dans le département français des Hautes-Alpes. Il est fait état des inscriptions et classements au titre des monuments historiques.

## Liste
| Icône            | Signification    | Abréviations             | Abréviations                  | Abréviations             | Abréviations           |
| ---------------- | ---------------- | ------------------------ | ----------------------------- | ------------------------ | ---------------------- |
| Château fort     | Château fort     | = Bastide                | = Ferme fortifiée             | = Maison forte           | = (Néo-)Palladianisme  |
| Renaissance      | Renaissance      | = Château gascon         | = Folie (montpelliéraine)     | = Manoir, Gentilhommière | = Résidence épiscopale |
| Domaine viticole | Domaine viticole | = Classicisme, classique | = Forteresse, fort(ification) | = Maison (noble)         | = Style Beaux-Arts     |
| Palais           | Palais           | = Commanderie            | = Gothique (flamboyant)       | = Néo-baroque            | = Style Second Empire  |
| Ruine ou disparu | Ruine, disparu   | = Château pinardier      | = Hôtel particulier           | = Néo-classique          | = Style italianisant   |
|                  |                  | = Demeure seigneuriale   | ... = Style Louis XII...XVI   | = Néo-gothique           | = Style troubadour     |
|                  |                  | = Éclectisme             | = Logis (seigneurial)         | = Néo-Renaissance        | = Villa (de Nice)      |
| Baroque, rococo  | Baroque, rococo  | = Édifice religieux      | = Motte castrale/féodale      | = Pavillon de chasse     | = Styles du XXe siècle |

| Type                                       | Nom                                                   | Commune                  | Protection | Notes                                           | Coordonnées                 | Illustration |  |
| ------------------------------------------ | ----------------------------------------------------- | ------------------------ | --- | ----------------------------------------------- | --------------------------- | ------------ |  |
| Château fort · Ruine ou disparu            | Château d'Ancelle                                     | Ancelle                  | « Photo », notice no IVR93_19790500648X                                                                                    | Moyen Âge, détruit                              | 44° 37′ 05″ N, 6° 11′ 34″ E |              |  |
| Château fort · Ruine ou disparu            | Tour de Bruis                                         | Bruis                    | | Moyen Âge, détruit                              |                             |              |  |
| Château fort · Ruine ou disparu            | Château de Bruis                                      | Bruis                    | | XVIIe siècle, détruit                           |                             |              |  |
| Château fort · Forteresse, fort(ification) | Fort Queyras                                          | Château-Ville-Vieille    | Inscrit MH (1948) · Notice no PA00080549 · Notice no IA00124863                                                            | XIIIe siècle, XVIIe et XIXe siècles             | 44° 45′ 20″ N, 6° 47′ 23″ E |              |  |
| Château fort · Renaissance                 | Château de Picomtal                                   | Crots                    | Inscrit MH (1989) · Notice no PA00080553 · Notice no IA05001004                                                            | XIIIe et XIVe siècles, XVIe et XIXe siècles     | 44° 31′ 55″ N, 6° 28′ 21″ E |              |  |
| Château fort · Résidence épiscopale        | Tour brune d'Embrun (Donjon des archevêques d'Embrun) | Embrun                   | Classé MH (1927) · Inscrit MH (2005) · Notice no PA00080563                                                                | XIIe et XVIe siècles                            | 44° 33′ 46″ N, 6° 29′ 43″ E |              |  |
| Classicisme, classique                     | Château de Laragne-Montéglin                          | Laragne-Montéglin        | Inscrit MH (1996) · Notice no PA05000003                                                                                   | XVIIe siècle                                    | 44° 18′ 53″ N, 5° 49′ 22″ E |              |  |
| Château fort · Ruine ou disparu            | Château de Lesdiguières                               | Le Glaizil               | Inscrit MH (1978) · Notice no PA00080571                                                                                   | XVIe siècle                                     | 44° 46′ 01″ N, 5° 58′ 34″ E |              |  |
| Forteresse, fort(ification)                | Fort du Mont-Dauphin                                  | Mont-Dauphin             | Classé MH (1966) · Notice no PA00080589 · Notice no IA05000156 · Notice no IA05000157 · Patrimoine mondial (1997) · UNESCO | XVIIe et XIXe siècles, Fortifications de Vauban | 44° 40′ 14″ N, 6° 37′ 29″ E |              |  |
| Château fort · Renaissance                 | Château de Montmaur                                   | Montmaur                 | Classé MH (1988) · Notice no PA00080591                                                                                    | XIVe siècle, XVIe et XVIIe siècles              | 44° 34′ 15″ N, 5° 52′ 22″ E |              |  |
| Château fort · Maison forte                | Château de Montmorin                                  | Montmorin                | | XIIIe et XVIe siècles                           | 44° 27′ 06″ N, 5° 32′ 32″ E |              |  |
| Manoir, gentilhommière · Ruine ou disparu  | Château de Montorcier                                 | Saint-Jean-Saint-Nicolas | Notice no IA00049666 | XVIe et XVIIe siècles                           | 44° 40′ 32″ N, 6° 13′ 21″ E |              |  |
| Château fort · Ruine ou disparu            | Château de Saint-Firmin                               | Saint-Firmin             | « Photo », notice no AP02L12683                                                                                            | XIVe siècle                                     | 44° 46′ 40″ N, 6° 01′ 01″ E |              |  |
| Maison forte · Manoir, gentilhommière      | Château de Saint-Léger                                | Saint-Léger-les-Mélèzes  | Inscrit MH (1997) · Notice no PA05000007 · Notice no IA00070770 · Notice no IA05001043                                     | XVe siècle, XVIIe et XIXe siècles               | 44° 38′ 41″ N, 6° 12′ 06″ E |              |  |
| Château fort · Ruine ou disparu            | Château de Tallard                                    | Tallard                  | Classé MH (1897, 1958, 1969) · Notice no PA00080628                                                                        | XIVe et XVIe siècles                            | 44° 27′ 36″ N, 6° 03′ 22″ E |              |  |